# Chris Goss
Christopher "Chris" Ryan Goss, född 17 augusti 1958, är en amerikansk skivproducent och musiker. Goss är även huvudmannen bakom bandet Masters Of Reality, med bl a Ginger Baker på trummor.
Han är känd som producent för rockbanden Kyuss, Queens of the Stone Age & Fu Manchu.
Han spelar även i gruppen Goon Moon, bildad 2005, tillsammans med Jeordie White.